# 마령경주
마령경주(馬齡競走)는 단어가 의미하는 것처럼 말의 연령(그리고 성별)에 따라 부담중량에 차이를 두어 뛰는 경주이다. 아직 미성숙한 어린 말에게는 좀 적은 부담중량을 부여하고 성숙한 말에게는 더 많은 부담중량을 부여하는데, 최소 53kg(2세 암·수말)부터 최대 57kg(4세 후반부터 5세 전반까지 수말과 거세말)까지 그 차이가 5kg이다. 이러한 마령경주는 2~3세 어린 말, 능력 검증단계에 있는 하위 군의 말 등에서 대부분 시행하고 있다.

## 적용범위
국산 및 혼합 모든 경주에 적용하되 능력검증단계의 하위조건의 경주와 중·상위조건 경주 중 능력격차가 적은 경주에 주로 적용한다. 마령경주의 최고·최저 부담중량은 48㎏(최저)~57㎏(최고)이다.